# Daminah al-Gharbiyah
Daminah al-Gharbiyah (tiếng Ả Rập: دمينة الغربية, cũng đánh vần Dumaynah Gharbiyah) là một ngôi làng ở miền trung Syria, một phần hành chính của Tỉnh Homs, nằm ở phía tây nam của Homs. Các địa phương lân cận bao gồm Qattinah ở phía đông bắc, al-Buwaydah al-Sharqiyah ở phía đông, Daminah al-Sharqiyah ở phía đông nam, al-Dabaah ở phía nam, Arjoun và al-Houz ở phía tây nam và al-Ghassaniyah ở phía tây. Theo Cục Thống kê Trung ương (CBS), Daminah al-Gharbiyah có dân số 1.012 trong cuộc điều tra dân số năm 2004.